# Espeleología

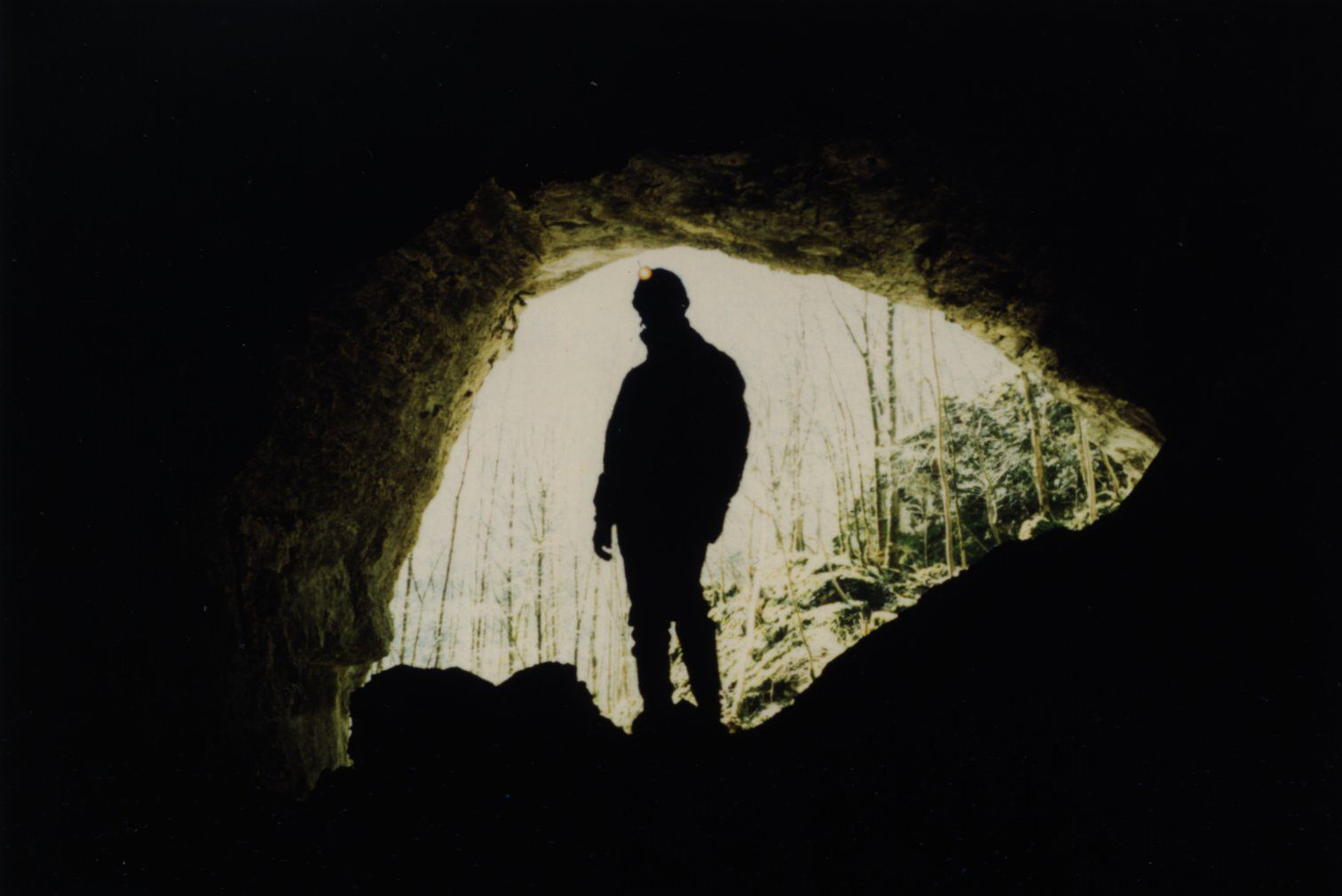
Espeleólogo a la entrada de una gruta.

La espeleología (del griego σπηλαιου spelaiou que significa «cueva» y -logía, tratado) es la práctica de explorar y/o estudiar las cavidades naturales del subsuelo. A partir de sus raíces griegas, se considera a la espeleología como el estudio científico que, apoyado en la geología, analiza el desarrollo, evolución y formaciones geológicas de las cavidades naturales (espeleotemas o espeleolitos). En ella se investigan, cartografían y catalogan todo tipo de descubrimientos en cavernas. Desde el punto de vista geológico, forma parte de la geomorfología y sirve de apoyo a la hidrogeología.
Se pueden distinguir varios tipos de espeleología, y no necesariamente está ligado a la investigación, ni estudio como lo indican sus raíces griegas. Existen diversos tipos de espeleología como lo son los recorridos turísticos (espeleoturismo), la espeleología técnica-deportiva, espeleorrescate (o espeleosocorro), espeleología científica, entre otros. Además, la espeleología se puede clasificar también según el tipo de cavidad en que se desarrollan. La geología con sus subdivisiones (geomorfología, hidrogeología, etc.) es considerada una de las principales ciencias del karst.
La espeleología oferta multitud de atractivos, tanto lúdicos como científicos a diversos niveles, lo que hace de ella una actividad muy completa. Los espeleólogos intervienen asimismo en el rescate en cavidades, denominado espeleosocorro. Se considera a menudo un deporte, como anunciaba Noel Llopis Lladó en 1954, que la auténtica espeleología peligraba, ya que existía un «confusionismo» entre el deporte (espeleismo) y la ciencia (espeleología).
Se ha propuesto que aquellas ocasiones en que su práctica se asemeja más bien a un deporte, sería más apropiado denominarla espeleísmo; aunque, no deja de tener sus orígenes en una ciencia que estudia la morfología de las cavidades naturales del subsuelo. Se investiga, se topografía y se catalogan todo tipo de descubrimientos subterráneos. Es más, la espeleología es una ciencia en la que se hallan implicadas varias otras: la formación y las características de las cavidades interesan a los geógrafos y geólogos; los cursos subterráneos de agua a los hidrólogos; la fauna (más variada y numerosa de lo que se cree) a los bioespeleólogos; los vestigios del hombre prehistórico a los antropólogos y arqueólogos y los fósiles de animales a los paleontólogos, etc.
La espeleología se encuentra ligada a la geología, la biología, la antropología, la topografía, la paleoclimatología y otras, por esto debe considerarse como una aplicación de varias ciencias y no como una ciencia per se, además, la espeleología también puede realizarse sin intenciones científicas ni académicas, como el espeleoturismo, espeleología técnica-deportiva, espeleosocorro, entre otras. Por todo eso, la definición actual sobrepasa el origen griego que se le dio «estudio de las cuevas».
Édouard Alfred Martel es considerado el padre de la espeleología moderna, inició las primeras exploraciones científicas y en 1895 fundó la Sociedad Espeleológica de Francia.

## Clasificación según el tipo de cavidad en que se desarrolla

### Espeleología kárstica

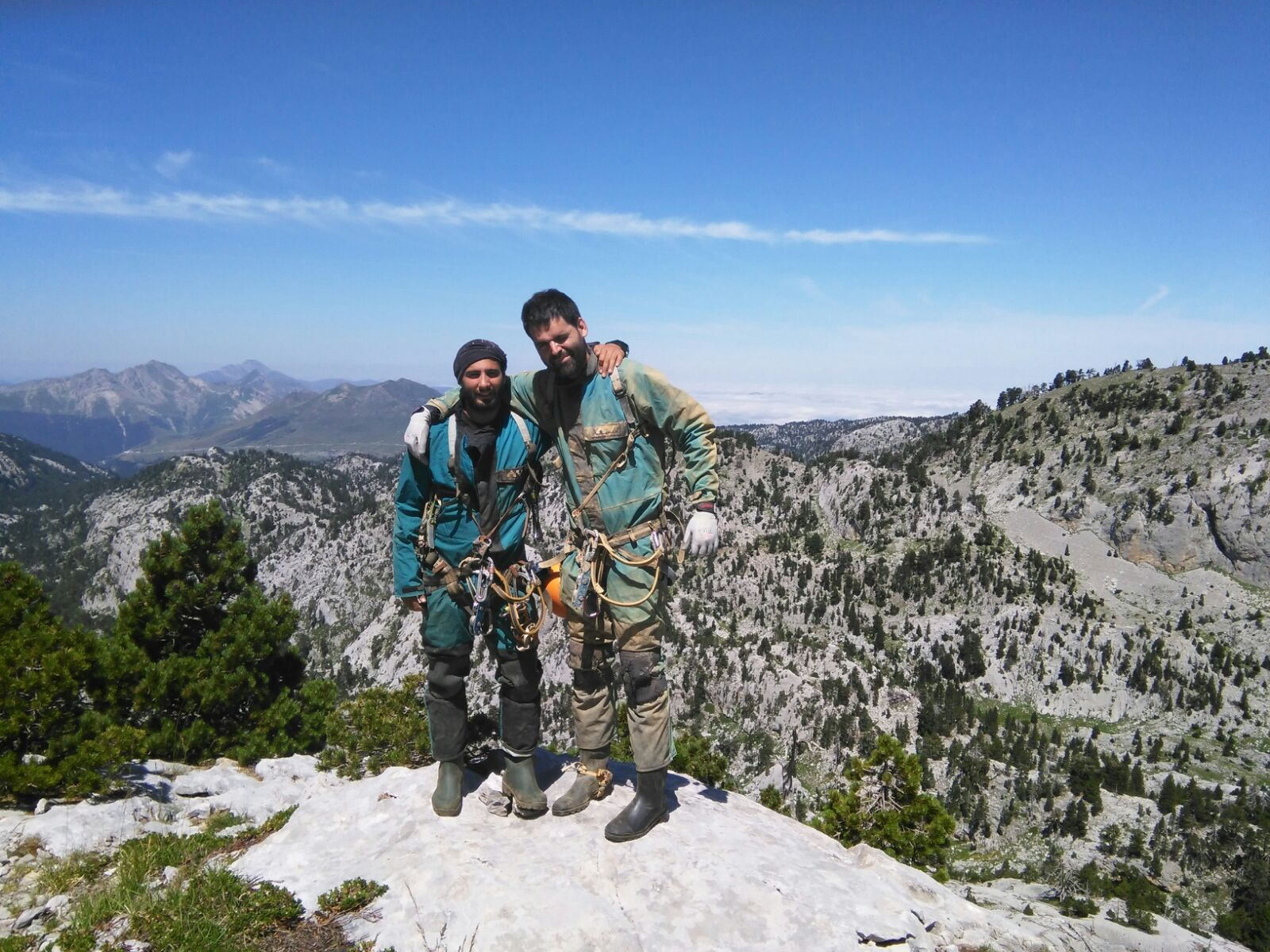
Espeleólogos en el karst de Larra-Belagua.

El término «karst o carst» proviene de la palabra eslovena Kras que significa «terreno pedregoso y estéril», nombre de una región eslovena, llamada Carso (Karst en alemán).
Dado que se practica en las cuevas con mayores longitudes y desniveles del mundo, puede considerarse como la principal rama de la exploración espeleológica; las condiciones de exploración son, además, generalmente duras. Muchas de las cuevas kársticas conocidas actualmente se encuentran en macizos montañosos relativamente fríos, con corrientes de agua subterráneas permanentes. Estos ríos suelen tener temperaturas gélidas que hacen más difícil la progresión del espeleólogo, o pueden crecer súbitamente debido a tormentas en el exterior, lo que dejaría a los equipos de espeleólogos aislados en zonas secas de la cavidad. 
Se desarrolla en cavernas de origen kárstico, es decir, grutas excavadas por corrientes de agua en macizos de rocas solubles como la caliza y la dolomía. Existen también cavidades horadadas en macizos yesíferos, salinos (halita) e incluso bajo glaciares (casos que se denominan pseudokarst), y que al fin y al cabo están originadas por un proceso de disolución de la roca encajante. Estos procesos se desarrollan de modo muy lento, pudiendo tardar millones de años para formar una cavidad y concrecionarla (las estalactitas, gours, excéntricas... son espeleotemas secundarios que forman la llamada decoración de la cavidad).

### Espeleobuceo

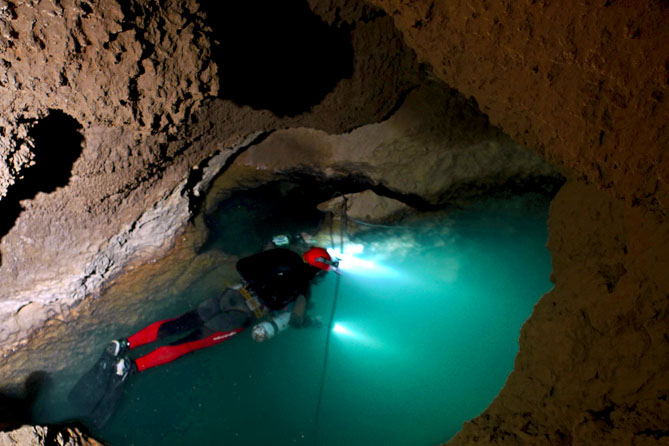
Exploración de un cenote.

El espeleobuceo es la variante más complicada y difícil de la espeleología, que centra su actividad en la exploración de cavidades subacuáticas. Muchas de las cuevas acaban en conductos cegados por el agua, denominados sifones. A partir de este punto, los espeleobuceadores toman el relevo a los espeleólogos para continuar la exploración de la cavidad. La práctica del buceo en cuevas debe ser realizada por personas que, además de ser buenos espeleólogos y buzos expertos, dominen las técnicas con equipos especializados. A veces se necesitan mezclas con helio, oxígeno y nitrógeno (Trimix y Nitrox) para bajar los largos tiempos de descompresión y combatir la narcosis de nitrógeno.
Las características tan hostiles que presentan los espacios inundados en las cavernas, hacen del espeleobuceo una de las actividades más peligrosas del mundo. Aunque se toman grandes precauciones y los sistemas de seguridad son redundantes, los errores muy frecuentemente se cobran vidas.

### Espeleología volcánica

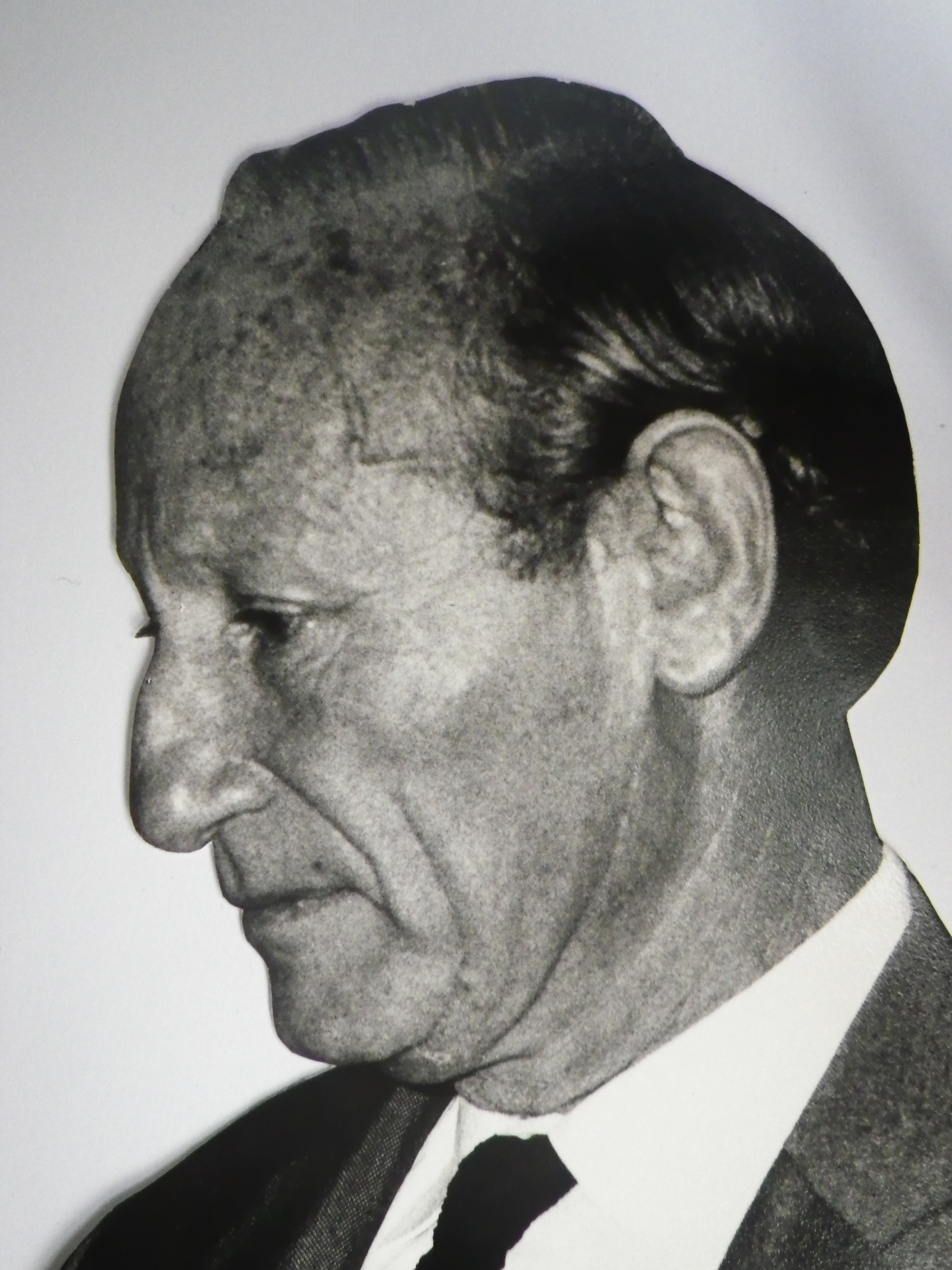
Haroun Tazieff, famoso vulcanólogo.

La vulcanoespeleología es la espeleología que se desarrolla en cuevas volcánicas, esto es, las que son creadas por la lava de un volcán durante una erupción, ya sea por desplazamientos de lava fluida (carácter reogenético) o por movimientos de retracción térmica (carácter tectónico). La mayor parte de cavidades volcánicas se forman en un periodo de tiempo corto: días, meses o a lo sumo años, según dure la erupción volcánica.
Sin embargo, el tipo más común de cavidades volcánicas se origina al fluir una colada volcánica por un terreno de pendiente moderada (desplazamiento casi horizontal), dando lugar a lo que se conoce por tubo volcánico o tubo de lava. Estos tubos tienen poca inclinación (raras veces se supera el 60 %), con lo cual pueden recorrerse, en general, sin necesidad de cuerdas. La ausencia generalizada de agua, dado que no interviene en la génesis de la cavidad, es un punto que hace más simple a la vulcanoespeleología, pues se eliminan riesgos derivados de su presencia, como las crecidas y la hipotermia. 
Pero la dificultad viene dada por otras características, como un sustrato generalmente áspero, la existencia de muchos pasos estrechos y temperaturas que suelen tender a calurosas (aunque esto depende de la región geográfica donde se ubique la cueva). En ocasiones, también es necesario el uso de cuerdas en las llamadas simas volcánicas, que se forman por un desplazamiento vertical de la lava fluida, o en cascadas de lava en el interior de tubos volcánicos.
Estas características de exploración hacen que, por lo general, el equipo de progresión del vulcanoespeleólogo sea más ligero y menos sofisticado que el empleado por un espeleólogo kárstico.

## Bellezas del medio subterráneo
En una cavidad las formaciones son muy numerosas, y se las conoce como «decoración» o más específicamente espeleotemas; en las cavernas kársticas se pueden encontrar desde «simples» estalactitas y estalagmitas hasta una inmensidad de variadas formaciones, banderolas, concreciones, gours, excéntricas, microgours, golpes de gubia, coladas, pisolitas, conulitos, columnas, muchos tipos de helictitas, antoditas y demás formaciones propias de cada tipo de cueva dependiendo del lugar donde se encuentren. Estas últimas, las excéntricas, se diferencian del resto por su curiosa forma. Suele parecerse a la forma creada de una pasta dentífica cuando se presiona con fuerza el tubo. Su rareza recae en que en vez de ser formaciones verticales son horizontales. Se les llama lámparas a la congregación numerosa de excéntricas pendidas del techo. En España encontramos en la cueva de El Soplao (Cantabria, España) la mayor extensión de excéntricas y de lámparas de toda Europa conocida hasta hoy.

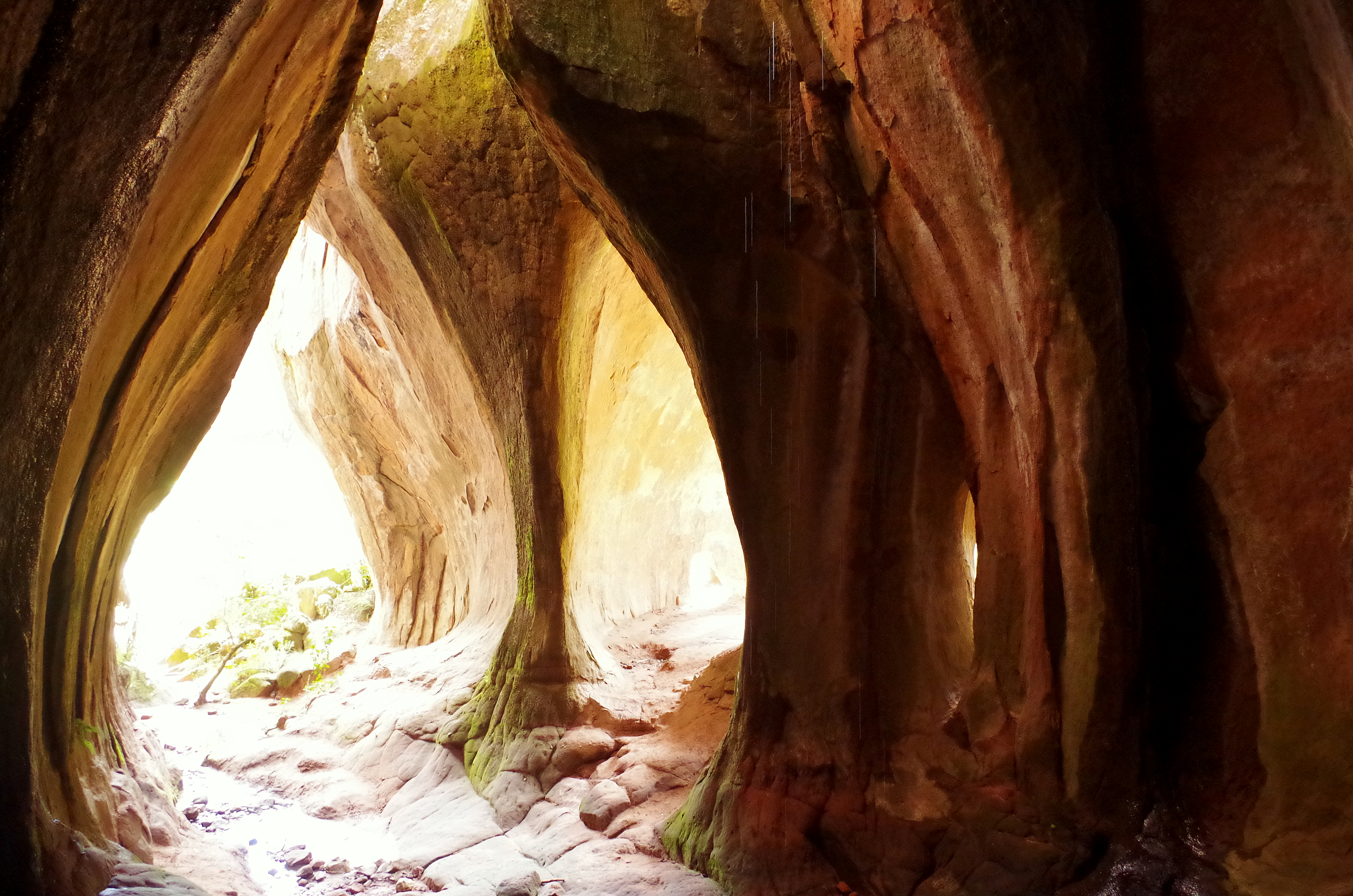
Vista desde el interior de formaciones rocosas en el Parque Nacional Toro Toro, Bolivia.

Los tubos volcánicos poseen a su vez su propia decoración, creada tanto por la lava al solidificarse en variadas formaciones (decoración primaria o reogenética) como por las filtraciones de agua posteriores, una vez consolidada la cavidad (concreciones secundarias o epigenéticas). Entre las formas primarias están estafilitos, cornisas, terrazas, churretes, castillos, jameos, lagos de lava, cascadas de lava y columnas. Entre las concreciones destacan las calcáreas (que en algunos tubos llegan a formar pequeñas estalactitas) y sobre todo las de yeso, ya que el basalto sometido a una humedad constante tiende a formar este mineral.

## Historia de la espeleología
La relación entre el ser humano y las cuevas se remonta a los orígenes mismos de nuestra especie. Las cuevas naturales subterráneas sirvieron de refugio y santuario a los primeros grupos humanos. Pero no fue hasta la revolución ilustrada del siglo XVIII, cuando la exploración de las cuevas comenzó a realizarse fuera de la tradición mítico-mágica que las había rodeado durante siglos; y no fue hasta el siglo XIX, cuando comencé a explorarlas y estudiarlas sistemáticamente desde presupuestos científico-deportivos.
El padre jesuita Athanasius Kircher (1602-1680) representa el paso de la representación maximalista a la representación científica de las cavidades. Escribe y teoriza en su obra Mundus Subterraneus (1655), partiendo de su experiencia como explorador de las cuevas del volcán Vesubio, cerca de Nápoles y de las cuevas de Maredocle, en Palermo. Con su teoría de los "corredores subterráneos", apunta la posibilidad de una tierra hueca, teoría que se remonta a científicos de su época, como Edmund Halley (1656-1742) o Isaac Newton (1643-1727).  En esa década, la visión de las grutas subterráneas estuvo muy influida por los famosos anuncios que circularon por Europa sobre grandes cuevas, descritas en estrechos folletos y boletines: cuevas Arcy cuevas, en Francia (1549); cuevas Kent, en Inglaterra (1571); cuevas Steinbach, en Alemania (1608); Antíparos, en Grecia (1673). Pero las noticias sobre las cuevas de Carniola, región kárstica situada entre la actual Trieste (Italia) y Eslovenia, sobre las que el cronista J.V. Valvasor publicó su obra Slava vojvodine (1689), fueron fundamentales. Y fue en las cuevas de este reino esloveno (las kras), tras la visita en 1818 del emperador Francisco I de Austria a la entonces famosa cueva de Postojna Jama, donde nació la espeleología moderna, al inicio del movimiento romántico y de la tradición científica de la Ilustración.
En América, los relatos mitológicos indios dieron paso al interés de los primeros cronistas por las cuevas subterráneas, como el flaire catalán Ramón Pané (siglos XV-XVI) o el Padre José de Acosta (1540-1600), hasta alcanzar la importancia secular representada en la obra de Alexander von Humboldt (1769-1859), con su exploración y descripción de la "Cueva del Guácharo" (Venezuela), en 1799. 
El primer Instituto de Espeleología fue creado en 1920 en Cluj (Rumanía), obra del biólogo Emile Gustave Racovitza (1868-1947), padre de la bioespeleología moderna. Pero es en Francia donde la práctica de la espeleología arraigará con gran fuerza desde el siglo XIX, marcando desde entonces la vanguardia en la evolución de esta actividad.
Considerado el padre de la espeleología moderna, Édouard Alfred Martel (1859-1938) inició las primeras exploraciones científicas y, en 1895, fundó en Francia la Société de Spéléologie, iniciando la edición del boletín  "Spelunca". Su discípulo y amigo Robert de Joly (1887-1968), relanzó la práctica de la espeleología entre las dos guerras mundiales junto con Norbert Casteret (1897-1987), quien de hecho promovió la creación de la fr Fédération Française de Spéléologie (FFS), difundiendo la actividad espeleológica mediante una obra muy valiosa y de gran valor.
En España, la espeleología se inicia en la última década del siglo XIX. En 1896, y tres años después de la visita de Édouard Alfred Martel a las Islas Baleares y de vuelta a París, se desplaza a Cataluña, donde explora el Fou de Bor, en Bellver de Cerdanya, conoce al mossèn Norbert Font i Sagué (1874-1910), que se entusiasma, dedicándose al conocimiento del mundo del soterrañu. Sagué impulsaría a partir de entonces las actividades espeleológicas en el macizo del Garraf (Cataluña). Tras el paréntesis de la guerra civil española (1936-1939) y ya en la década de los cuarenta, Montoriol, Termes, Español y Vicens, retoman la labor de sus predecesores, fundando en 1948 el "Grupo de Exploraciones Subterráneas", que centrará su actividad en Cataluña y el norte de la península ibérica. En la década de los cincuenta se constituyen en Navarra la Sociedad de Ciencias Aranzadi], el "Grupo de Espeleólogos Granadinos" y el "Centro Excursionista de Alcoy".  En aquellos años y en el seno de la "Federación Española de Montañismo", se creó la "Comisión Téunica de Exploraciones Subterráneas" para coordinar los trabajos de los grupos existentes. En la década siguiente, esta Comisión se convirtió en el "Comité Nacional de Espeleología", articulado en una estructura de representación territorial. Pero este Comité entró en crisis en los años setenta hasta que, en 1979, se creó la "Sociedad Española de Espeleología", más autónoma dentro de la misma "Federación Española de Montañismo". Esta Sección se considera un paso previo a la creación de la Federación Española de Espeleología Federación Española de Espeleología (FEE), que se puso en marcha en los años ochenta, constituyéndose en 1987. Queriendo tomar como referencia el modelo francés de organización centralizada sin mirar sus propias particularidades y la evolución de la sociedad española, la práctica de la espeleología en España siempre buscó situarse dentro del ámbito puramente deportivo, detrás de otras organizaciones de carácter cultural, asociativo o institucional, ya consolidadas desde los años cincuenta, como la ya mencionada aranzadi-zientziak.org/index.php?id=1 Sociedad de Ciencias Aranzadi, la Unión de Espeleólogos Vascos, la Association por la Recherche Spéléologique Internationales à la Pierre St. Martin o el [http://www.grupoedelweiss.com Servicio de Investigaciones Espeleológicas del Departamento de Cultura de la Excma. Diputación Provincial de Burgos. En los últimos tiempos y desde la Administración, se ha tendido a identificar el deporte con la competición, primando la actividad no competitiva, que se identifica exclusivamente con la recreación, y priorizando los componentes de espectáculo y rentabilidad en el deporte, sobre los aspectos más socializadores, formativos y educativos de la práctica deportiva, que son más importantes en el deporte desde la más remota antigüedad. En la última década del siglo XX y principios del XXI, se han caracterizado por continuas disfunciones y conflictos entre la propia Federación Española y las Federaciones Autonómicas próximas y otras asociaciones de espeleólogos y estudiosos, sin que pueda decirse que esta regulación haya servido para nada para conciliar las dos caras que presenta la dualidad científico-deportiva de la actividad. En 1998 se creó la Sociedad Española de Espeleología y Ciencias del Karst como sociedad científica abierta a todos los interesados, con el fin de facilitar la conexión a nivel estatal de los diferentes grupos de trabajo dedicados al estudio del karst desde sus diferentes puntos de vista: xeoespeleología, bioespeleología, xeomorfología kárstica, protección de cuevas, hidrogeología, ecología subterránea, etc.
En la primera década del siglo XXI se está produciendo la internacionalización de las exploraciones espeleológicas, al tiempo que aumenta la horizontalización del sistema de relaciones sociales, debido a la impaciencia provocada por el desarrollo de las nuevas tecnologías de la información. Esto hace necesario adoptar un enfoque más amplio que tenga en cuenta las interacciones entre los diferentes elementos que conforman el ámbito en el que se desarrolla la actividad espeleológica. En Europa, tras el fin de la división provocada por el Muro de Berlín en 1989, los espeleólogos de la escuela de los países del Este y de la antigua Unión Soviética, intensifican los contactos con los espeleólogos occidentales, rompiendo así el práctico aislamiento que también se apoderó del ámbito espeleológico desde el final de la Segunda Guerra Mundial, en 1945. En los años ochenta del siglo XX, los espeleólogos polacos iniciaron sus primeras exploraciones sistemáticas en los Picos de Europa (El Cornión, Asturias). A lo largo de las dos últimas décadas del siglo XX, espeleólogos yugoslavos, checos, búlgaros, húngaros, ucranianos y rusos -entre otros-, integraron grupos internacionales de exploración, junto con espeleólogos españoles, franceses, ingleses, italianos, portugueses o belgas. Estos contactos fueron de gran provecho para todos ellos, al reunir la experiencia adquirida durante el desarrollo de las sucesivas exploraciones: el proverbial sufrimiento, aguante y dureza física de los espeleólogos.